# Juan Carlos Moreno Rodríguez
Juan Carlos Moreno (Tarrasa, España, 19 de abril de 1975) es un exfutbolista español y entrenador de fútbol. Jugó de centrocampista y aunque casi toda su carrera estuvo vinculado al CD Numancia, se retiró en el FC Cartagena. Después de dos temporadas como segundo entrenador de Machín en el CD Numancia, ha pasado a ser el entrenador del CD Numancia B, que milita en el grupo VIII de tercera división, para la temporada 2013/2014. Moreno se convierte de esta forma en el primer exjugador profesional del CD Numancia que se hace cargo de uno de los equipos de las categorías inferiores .

## Trayectoria
Formado en la cantera del FC Barcelona, formó parte de la llamada Quinta del Mini, que junto con futbolistas como Iván de la Peña o Albert Celades debutó con el primer equipo azulgrana la temporada 1995-96.
Tras el cese del técnico que le había abierto las puertas del primer equipo, Johan Cruyff, Moreno siguió ligado al Barcelona un año más, jugando en el filial en Segunda División. Luego, empezó su peregrinaje por varios clubes de la categoría de plata como Albacete Balompié, UE Lleida, Recreativo de Huelva, CF Extremadura, Terrassa FC y CD Numancia. Al club soriano llegó el verano de 2003 y desde entonces ha logrado dos ascensos a Primera, en 2005 y 2008, siendo actualmente el máximo goleador del equipo soriano en la primera división.
En febrero de 2010 rescindió su contrato con el CD Numancia y firmó con el FC Cartagena, con el que se quedó a las puertas del ascenso. El 20 de junio de 2010 se anunció su retirada en el acto de homenaje a la plantilla del FC Cartagena por su gran temporada.
En junio de 2011 el Numancia se ha decantado por un hombre de la casa, Pablo Machín, para entrenar al primer equipo la temporada 2011/12 y tendrá como segundo entrenador a Juan Carlos Moreno.

## Clubes

### Como jugador
| Club                 | País   | Año       |
| -------------------- | ------ | --------- |
| FC Barcelona B       | España | 1995-1996 |
| FC Barcelona         | España | 1996-1997 |
| Albacete Balompié    | España | 1997-1998 |
| UE Lleida            | España | 1998-1999 |
| Recreativo de Huelva | España | 1999-2000 |
| UE Lleida            | España | 2000-2001 |
| CF Extremadura       | España | 2001-2002 |
| Terrassa FC          | España | 2002-2003 |
| CD Numancia          | España | 2003-2010 |
| FC Cartagena         | España | 2010      |

### Como entrenador
| Club                             | País   | Año       |
| -------------------------------- | ------ | --------- |
| CD Numancia (segundo entrenador) | España | 2011-2012 |
| CD Numancia (segundo entrenador) | España | 2012-2013 |
| CD Numancia B                    | España | 2013-2016 |
| Girona FC (segundo entrenador)   | España | 2019-2020 |
| Girona FC (entrenador interino)  | España | 2020      |

## Palmarés

### Como jugador

#### Campeonatos nacionales
| Título                   | Club        | País   | Año  |
| ------------------------ | ----------- | ------ | ---- |
| Liga de Segunda División | CD Numancia | España | 2008 |